# NGC 6212
NGC 6212 (другие обозначения — MCG 7-34-142, ZWG 224.96, PGC 58840) — галактика в созвездии Геркулес.
Этот объект входит в число перечисленных в оригинальной редакции «Нового общего каталога».